# Verloop (geslacht)
Verloop (ook: Van Noordenne Verloop) is een Nederlands geslacht dat zijn oorsprong heeft in Gellicum.

## Geschiedenis
De stamreeks begint met Hendrik Claasz Timmerman die in 1650 wordt vermeld te Gellicum. Vanaf de zesde generatie treden architecten, aannemers en ingenieurs aan. Vervolgens werden leden olieslagers en -fabrikanten. Voorts worden ze bestuurder in kerkelijke gemeenten en instellingen. In de 20e eeuw werden leden van het geslacht directeuren van levensverzekeringmaatschappijen, hoge ambtenaren en hoogleraren, of trouwden met hen.
In 1905 trouwde fabrieksdirecteur Willem Hendrik Verloop (1877-1941) met Elizabeth Cornelia van Noordennen (1877-1946). Hun zoon Jan Willem Jacob Verloop (1906-1976) verkreeg in 1912 naamswijziging tot Van Noordenne Verloop. In 1976 stierf deze tak met die naam uit.
In 1990 werd het geslacht opgenomen in het genealogische naslagwerk Nederland's Patriciaat.

## Enkele telgen
Klaas Verloop (1731-1814), schepen van Alblasserdam
- Johannes Verloop (1764-1837), eigenaar van een smederij, timmerman en molenmaker te Utrecht
  - Cornelis Verloop (1788-1872), molenbouwer, architect, groot-aannemer van bouw- en waterbouwkundige werken, betrokken bij aanleg Noordzeekanaal
    - Johannes Verloop (1815-1891), ingenieur-werktuigkundige
      - Cornelis Willem Verloop (1844-1893), civiel mecanicien
        - Ir. Johan Henri Herman Verloop (1874-1962), directeur  Mij. voor Scheeps- en Werktuigbouw Fijenoord N.V. te Rotterdam, directeur Wilton’s Machinefabriek en Scheepswerf en de Dok en Werf Mij. Wilton-Fijenoord N.V.
        - Marie Mathilde Henriette Verloop (1883-1973); trouwde in 1914 met Petrus Martinus van Riel (1878-1955), directeur KNMI

      - Willem Hendrik Verloop (1850-1912), lid firma H.W. Verloop & Co., fabriek van lijnkoeken en zeepziederij te Utrecht
        - Mr. Johan Willem Verloop (1877-1973), directeur-generaal Levensverzekeringmij Utrecht
          - Mr. Willem Hendrik Verloop (1912-1991), directeur-generaal Levensverzekeringmij Utrecht, president raad van bestuur AMEV
            - Drs. Neeltje Hendrika Verloop (1937); trouwde in 1962 met Hugues Tristan Boucher (1933), oogarts, zoon van de Haagse uitgever Louis Jean Charles Boucher (1907-1987)
            - Mr. Johan Willem Verloop (1935), directeur N.V. AMEV, president Nederlandse Golf Federatie
              - Fleurine Elizabeth Verloop (1966), jazz-zangeres
              - Joanne Willemine Verloop (1970), ondernemer

        - Michiel Johan Verloop (1879-1966), kapitein-ter-zee
          - Louise Catharine Verloop (1923); trouwde in 1950 met prof. ir. Oscar Willem Memelink (1927), hoogleraar natuurkunde Technische Universiteit Twente

        - Fusina Maria Verloop (1880-1949); trouwde in 1908 met Fredrik Philip Gottlieb van Loenen Martinet (1875-1947), directeur Gist- en Spiritusfabrieken te Delft
        - Herman Cornelis Verloop (1882-1968), oliefabrikant, directeur N.V. Olieslagerij v/h H.W. Verloop & Co. te Oudewater
        - Helena Annetta Verloop (1884-1976); trouwde in 1909 met Jan de Graaff (1879-1952), vice-admiraal
        - Hendrik Willem Verloop (1886-1946), oliefabrikant, directeur N.V. Olieslagerij v/h H.W. Verloop & Co. te Oudewater
          - Mr. Louise Verloop (1918), plaatsvervangend secretaris-generaal Ministerie van Verkeer en Waterstaat; trouwde in 1965 met mr. Abraham Herman Cornelis Gieben (1898-1978), secretaris-generaal Ministerie van Verkeer en Waterstaat
          - Mr. Ernst Julius Verloop (1927), lid raad van bestuur Unilever N.V., president-commissaris Nederlandse Spoorwegen, Koninklijke Bijenkorf Beheer

      - Johannes Nicolaas Verloop (1852-1923), oliefabrikant te Oudewater

    - Willem Cornelis Verloop (1818-1895), bouwer keizerlijk paleis te Elisabethgrad
    - Klaas Marten Verloop (1821-1880), bouwmeester te Utrecht
      - Martinus Cornelis Verloop, heer van Noord- en Zuid-Welland en Noord Welle (Schouwen) (1849-1922), ondernemer en lid gemeenteraad van 's-Gravenhage
        - Dr. Dipl.-Ing. Johannes Hendricus Verloop (1911-1935), eigenaar Maaldrift te Wassenaar, bouwer tennishallen
        - Ds. Dr. Carel Verloop (1887-1942), predikant en tandarts
          - Prof. dr. Martinus Cornelis Verloop (1916-1972), hoogleraar interne geneeskunde aan de Rijksuniversiteit Utrecht
          - Mr David Verloop (1921-1944), jurist en cand. econ. Verzetsstrijder
          - Margaretha Sophia Geertruida Verloop (1923-2013), kunstschilderes

      - Hendrik Willem Verloop (1866-1926), notaris
        - Sophia Deliana Verloop (1896-1980); trouwde in 1917 met Nijs Cornelis Kool (1891-1980), architect; trouwde in 1922 met prof. Petrus Johannes Gerrit Huijer (1898-1977), commandant Grote Oost, hoogleraar natuurkunde
        - Thomas Verloop (1897-ca. 1970), modeontwerper

    - Hendrik Willem Verloop (1827-1880), aannemer, lid firma C. Verloop te Utrecht en in Rusland, olieslager te Jutphaas, lijnkoekenfabrikant te Utrecht, Jutphaas en Amersfoort onder de firma H.W. Verloop & Co.
    - Sophia Dilliana Verloop (1833-1911), regentes diakonie-weeshuis hervormde gemeente te Utrecht, oprichtster Hendrik Verloop Stichting te Utrecht, Stichting ter ondersteuning van minvermogende familieleden

  - Johannes Verloop (1805-1861), molenbouwer te Utrecht
    - Johannes Klaas Verloop (1831-1908), molenbouwer en houtkoper, aannemer
      - Jan Johannes Hendricus Verloop (1864-1930), notaris
        - Geertruida Louisa Verloop (1906-2001); trouwde in 1930 met mr. Hendrik Mulderije (1896-1970), minister

  - Teunis Verloop (1807-1885), opzichter-machinist
    - Frederik Johannes Verloop (1857-1932), chef dienst tractie Noord-Brabantsche-Duitsche Spoorweg Mij.
      - Harriet Wilhelmina Nicolina Verloop (1885-1976); trouwde in 1912 met prof. dr. Jan Hendrik Willem Verzijl (1888-1987), hoogleraar volkenrecht en staatkundige geschiedenis
      - Francisca Johanna Elisabeth Verloop (1891-1955); trouwde in 1912 met prof. dr. Jan Herman Semmelink (1888-1974), hoogleraar aan de Rijksuniversiteit Groningen

Geslachten die opgenomen zijn in het sinds 1910 verschijnende genealogische naslagwerk Nederland's Patriciaat. Lijst volgens opgave van het CBG Centrum voor familiegeschiedenis.
A · B · C · D · E · F · G · H · I · J · K · L · M · N · O · P · Q · R · S · T · U · V · W · Y · Z